# Gorgopsina
Genre
Gorgopsina est un genre fossile d'araignées aranéomorphes de la famille des Salticidae.

## Distribution
Les espèces de ce genre ont été découvertes dans de l'ambre de la mer Baltique, de Rivne en Ukraine et d'Éthiopie. Elles datent du Paléogène.

## Liste des espèces
Selon The World Spider Catalog 18.0 :
- †Gorgopsina amabilis Wunderlich, 2004 ;
- †Gorgopsina constricta Wunderlich, 2004 ;
- †Gorgopsina expandens Wunderlich, 2004 ;
- †Gorgopsina fasciata (C. L. Koch & Berendt, 1854) ;
- †Gorgopsina flexuosa Wunderlich, 2004 ;
- †Gorgopsina formosa (C. L. Koch & Berendt, 1854) ;
- †Gorgopsina fractura Wunderlich, 2004 ;
- †Gorgopsina frenata (C. L. Koch & Berendt, 1854) ;
- †Gorgopsina inclusa Wunderlich, 2004 ;
- †Gorgopsina jucunda (Petrunkevitch, 1942) ;
- †Gorgopsina marginata (C. L. Koch & Berendt, 1854) ;
- †Gorgopsina melanocephala (C. L. Koch & Berendt, 1854) ;
- †Gorgopsina naumanni Giebel, 1856 ;
- †Gorgopsina paulula (C. L. Koch & Berendt, 1854) ;
- †Gorgopsina rectangularis Wunderlich, 2011 ;
- †Gorgopsina scharffi Wunderlich, 2017 ;
- †Gorgopsina speciosa Wunderlich, 2004.

## Publication originale
- Petrunkevitch, 1955 : Arachnida. Treatise on Invertebrate Palaeontology, part P. Arthropoda 2, Geological Society of America & University of Kansas Press, Lawrence, p. 42-162.